# Grimpoteuthis glacialis
Grimpoteuthis glacialis är en bläckfiskart som först beskrevs av Robson 1930.  Grimpoteuthis glacialis ingår i släktet Grimpoteuthis och familjen Opisthoteuthidae. Inga underarter finns listade i Catalogue of Life.